# World War Z: An Oral History of the Zombie War
World War Z: An Oral History of the Zombie War é uma história de terror fundada no tema Apocalipse zumbi, escrita por Max Brooks e lançada em 2006. É uma continuação do livro lançado em 2003 The Zombie Survival Guide. Porém, ao invés de trazer uma narrativa ou visão geral do assunto, World War Z é uma compilação de notas pessoais na forma de um conto em primeira pessoa. Brooks faz o papel de um agente da Comissão Pós-Guerra proveniente dos Estados Unidos que publica seu relatório uma década após a guerra da humanidade contra os zumbis. As Nações Unidas, no intuito de focar o documento oficial nos fatos da guerra e suas figuras mais importantes, decidiu deixar de fora histórias e relatos pessoais colhidos por Brooks, conteúdo que compunha a maior parte de seu material. As entrevistas listam a guerra de 10 anos de duração sob os pontos de vista de diversas pessoas provenientes de várias nacionalidades distintas. Os relatos também descrevem as severas e radicais mudanças nos aspectos religioso, geopolítico e ambiental no mundo após a "Guerra Mundial Z".
World War Z foi inspirado na história retratada na obra The Good War, livro sobre a Segunda Guerra Mundial de autoria de Studs Terkel, bem como no diretor de filmes do gênero "apocalipse zumbi" George A. Romero. Brooks usou a Guerra Mundial Z para comentar questões sociais, como a inaptidão do governo e o isolacionismo americano, isto enquanto examina temas como o sobrevivencialismo e a incerteza humana. Críticos da área elogiaram a obra por reinventar o gênero "zumbi". A versão em audiobook, feita por um elenco de nomes como Alan Alda, Mark Hamill e John Turturro, foi premiada na edição de 2007 do Audie Awards. A obra foi adaptada em 2013 em um filme homônimo dirigido por Marc Forster e estrelando Brad Pitt.

## Desenvolvimento
Brooks idealizou World War Z para seguir as "regras" mostradas em sua outra obra, The Zombie Survival Guide, e explicou que o guia pode existir no mundo onde passa-se a história como um precursor à Guerra Zumbi. Os zumbis presentes no The Zombie Survival Guide eram humanos mortos-vivos reanimados pelo vírus incurável, Solanum. Eram desprovidos de inteligência e movidos puramente pelo desejo de consumir carne humana viva. A única maneira de exterminá-los era destruindo seu cérebro, isso sendo de qualquer forma possível. Mesmo zumbis tendo grande força física (como humanos sob efeito de fortes narcóticos) e não sintam qualquer dor ou fadiga, eles são lentos e incapazes de planejarem ou cooperarem em seus ataques. Zumbis normalmente acusam sua presença através de seu gemidos.
Brooks fez uma longa e extensa pesquisa enquanto escrevia World War Z para tornar a história o mais realística possível: "Absolutamente tudo em World War Z (como também o foi no Zombie Survival Guide) é embasado na realidade... bem, exceto os zumbis. Mas falando sério, todo o resto presente no livro ou é realístico ou 100% real. A tecnologia, política, economia, cultura, táticas militares... foi uma BAITA lição de casa". Brooks usou uma grande variedade de livros como referências e consultou amigos especialistas em diversas áreas diferentes enquanto escrevia o romance. Ele ainda cita as Forças Armadas Americanas como fonte de suas referências em armas de fogo, ainda que não entre em momento algum no mérito de como obteve estes dados.

## Trama
Através de uma série de entrevistas gravadas, Brooks, como um agente americano da Comissão Pós-Guerra das Nações Unidas, descreve a história da "Guerra Mundial Z", como o caótico conflito ficou conhecido. Mesmo com a origem da pandemia zumbi sendo ainda desconhecida, a história inicia-se na China após um zumbi morder um garoto. O governo chinês tenta conter a infecção e usa o pretexto de uma crise envolvendo Taiwan para mascarar suas atividades do resto do mundo. A infecção, contudo, acaba por espalhar-se para outros países através do mercado negro de órgãos e de refugiados. Uma infestação na África do Sul finalmente traz a praga aos holofotes da atenção pública.
Enquanto a infecção prossegue em seu curso devastador, apenas Israel inicia uma quarentena nacional e fecha por completo suas fronteiras. Uma guerra nuclear declarada pelo Paquistão contra o Irã após este último tentar forçar o crescente fluxo de refugiados para o Paquistão. Como resultado, ambos os países são completamente destruídos. Os Estados Unidos da América preparam-se minimamente para a infecção. Ainda que equipes de forças táticas especiais sejam usadas para conter infestações iniciais, uma medida nacional de mobilização jamais tem início enquanto a nação é iludida por manobras políticas e uma inefetiva e fraudulenta vacina é comercializada como medida governamental para dar à população uma falsa sensação de segurança. Quando o mundo compreende enfim a verdadeira gravidade do problema, um período conhecido como "Grande Pânico" inicia-se. As Forças Armadas americanas envia uma força-tarefa à Yonkers em Nova Iorque, numa campanha militar de alto nível para restaurar o moral americano. Contudo, os militares baseiam-se em táticas do período da Guerra Fria, utilizando armamentos designados para desabilitar veículos e ferir ou desmoralizar oponentes humanos: tais recursos não surtem efeito algum contra forças que atacam em séries de milhares, onda após onda, que devem ser efetivamente mortos para pararem, e que não tem medo algum da morte. Como resultado, os soldados são massacrados, e os poucos sobreviventes da empreitada são forçados a baterem em retirada - tudo isso televisionado ao vivo em rede mundial. Outros países acabam por sofrer derrotas desastrosamente similares, e a civilização humana fica à beira de um colapso total.
Na África do Sul, o governo adota um plano trazido pelo oficial do governo e ex-apartheid Paul Redeker, o qual baseia-se no estabelecimento de pequenas "zonas seguras", áreas cercadas por barreiras naturais e livres da presença de zumbis. Grandes grupos de refugiados são mantidos vivos fora das zonas de segurança no objetivo de distrair as hordas de mortos-vivos, permitindo àqueles dentro das zonas tempo o suficiente para reagruparem-se. Vários governos ao redor do mundo adotam suas próprias versões do "Plano Redeker", ou então evacuam seus habitantes para território estrangeiro mais seguro. Uma vez que era fato conhecido que zumbis congelam por completo se expostos a um intenso frio, muitos cidadãos norte-americanos fogem para as áreas mais inóspitas do norte do Canadá. Derivado desta desesperada tentativa de sobrevivência nas terras congeladas, aproximadamente 11 milhões de pessoas acabam por serem vitimadas, muitos de fome e/ou hipotermia.
Durante uma conferência de líderes mundiais a bordo do USS Saratoga, ancorado próximo à Honolulu, muitos representantes indicam que suas nações preferiam aguardar o fim natural da praga zumbi e permanecerem refugiados neste ínterim. Porém, o presidente dos EUA conseguiu dissuadi-los com sucesso deste método, alegando que a única maneira de sobreviverem física e psicologicamente à catástrofe era partir para a ofensiva. Determinados agora a servirem de exemplo aos outros países, os Estados Unidos reinventaram-se em termos militares para atenderem aos desafios impostos ao se lutar com mortos-vivos: armas automáticas e manobras de avanço foram substituídos por rifles semiautomáticos e ofensiva em formação, as tropas sendo restringidas a focarem-se em tiros na cabeça em lenta e precisa cadência de disparos. Para combates à curta distância contra os zumbis, uma nova ferramenta multifunção foi criada: batizada de Lobotomizer ("Lobotomizador" ou pelo curto apelido de "Lobo"), a arma tinha o propósito de destruir a cabeça de sua vítima à curta distância. Em duas linhas de norte à sul através da América do Norte, os militares americanos deixaram a zona protegida à oeste das Montanhas Rochosas e atravessaram o continente, exterminando sistematicamente todos os zumbis encontrados e retomando postos de sobreviventes antes cercados por mortos-vivos (mesmo com os sobreviventes destes postos por vezes não querendo serem resgatados).
10 anos passaram-se então desde o fim "oficial" da guerra zumbi, mesmo ainda com milhões destes ainda vagando ativos. O cenário geopolítico da Terra foi transformado. Cuba, agora uma democracia, tornou-se a economia mais prolifera do mundo e capital bancária internacional. A China também converteu-se para uma nação democrática após o fim da guerra civil com o uso de mísseis balísticos intercontinentais lançados de um submarino nuclear chinês contra a Frente Comunista, causando sua extinção. Porém o pais sofreu grande êxodo, uma vez que o Tibet, livre do mando chinês, era agora o país onde pertencia a cidade mais populosa do mundo. Após a revolução religiosa, a Rússia era agora uma teocracia expansionista. A Coreia do Norte agora encontrava-se completamente deserta, com toda a sua população tendo desaparecido nos subterrâneos. Era desconhecido se haviam sobrevivido e adaptado-se à vida sob a terra ou se foram zumbificados e dizimados. A Islândia havia sido completamente evacuada, e constituía o país mais infestado pelas criaturas em todo o mundo. As Nações Unidas haviam enviado à campo milhares de tropas para eliminarem zumbis remanescentes de áreas antes devastadas por estes, destruindo hordas vindas à tona das profundezas do oceano antes que tivessem tempo para descongelarem. Os efeitos mais drásticos da guerra foram a severa redução na população humana da Terra, a qual chegou à beira da extinção, bem como a devastação de muitos recursos naturais e espécies, tanto pelos implacáveis zumbis como pelos humanos desesperados pela sobrevivência.

## Temas

### Comentário social
Analistas notaram que Brooks utilizou-se de World War Z como plataforma para criticar a inaptidão do governo, corrupção corporativa e a falta de visão humana. Em certo ponto do livro, um jovem palestino vivendo no Kuwait recusa-se a acreditar que os mortos estão reanimando-se, temendo ser este um truque maquinado por Israel. Muitos personagens americanos imputam a culpa da inabilidade dos Estados Unidos de reverterem a ameaça zumbi à baixa confiança conferida aos seus governantes, esta derivada dos conflitos controversos no Oriente Médio. Brooks ainda mostra sua clara depreciação à burocracia. Um dos personagens da história tenta justificar o ato de mentir para o povo sobre a infestação zumbi para evitar o pânico geral, enquanto que ao mesmo tempo falha em desenvolver uma solução para conter o medo crescente entre a população. Alden Utter, um crítico do The Eagle, nota similaridades entre a resposta do governo e os resultados do Furacão Katrina: "Avisos iniciais são omitidos, relatórios de importância crucial passam despercebidos, investidores fazem milhões com a venda de placebos, o exército equipa-se com ferramentas que obtiveram bons resultados na última guerra que travaram e a população ignora a extensão da ameaça até que a mesma esteja tão próxima que seja possível sentir-lhe a respiração no rosto — este é, surpreendentemente, um conto de zumbis pós-Katrina."
Brooks ainda criticou o isolacionismo americano:

Eu amo o meu país o suficiente para admitir que uma de nossas maiores falhas é o isolacionismo. Eu quis combate-lo em World War Z e, talvez no processo, dar aos meus compatriotas americanos uma amostra dos trabalhos políticos e culturais conduzidos por outras nações. Sim, em World War Z algumas nações saem-se vitoriosas e outras como derrotadas, mas este também não seria o caso na vida real? Eu quis basear minhas histórias em ações históricas dos países em questão, e se isto ofendeu a algum indivíduo, talvez ele devesse reexaminar a história de sua própria nação.

### Sobrevivencialismo
O sobrevivencialismo e a preparação para desastres são outros temas de grande destaque nesta obra. Muitas entrevistas, especialmente as colhidas nos Estados Unidos, focam-se em políticas de mudanças designadas à treinarem sobrevivencialistas americanos e os prepararem a lutar contra os zumbis e reconstruírem seu país. Por exemplo, em cidades concebidas para serem eficientes na luta contra zumbis, o encanador pode ter posto mais elevado que um ex-presidente de uma grande empresa. Ao longo do livro, os personagens demonstram as exigências físicas e mentais necessárias para se sobreviver ao desastre. Em uma entrevista conduzida em 2008, Brooks descreveu a grande quantidade de pesquisas necessárias para se encontrar o modo mais eficiente de se combater uma infestação zumbi em escala mundial. Ele ainda apontou nesta ocasião que americanos gostam do gênero "zumbi" porque são uma nação de individualistas que acreditam que podem sobreviver a qualquer situação com as ferramentas certas e seu talento nato.

### Medo e incerteza
Brooks considera o tema da "incerteza" o principal do gênero zumbi. Ele acredita que zumbis permitem às pessoas lidarem com sua própria ansiedade pelo fim do mundo. Brooks expressou fomentar grande medo por zumbis:

Eles me apavoram mais que qualquer outra criatura fictícia pelo simples fato de que quebram todas as regras. No caso de lobisomens, vampiros e tubarões gigantes por exemplo, você deve sair para procurá-los. Minha opinião é a de que, se você tem de procurar por eles, grande parte do medo perde-se aí. Mas zumbis vêm até você. Zumbis não agem como predadores, e sim como um vírus, e esta é a exclamação do meu pavor. Um predador é inteligente por natureza, e sabe que não deve caçar fora de seu próprio território. Um vírus simplesmente continuará a espalhar-se, infectando e consumindo, não importando o que possa acontecer. É desprovido de mente.
Esta ausência de mentalidade está conectada ao contexto no qual Brooks estava escrevendo sua obra. Em entrevista realizada em julho de 2006, ele declarou: "estamos vivendo neste momento num tempo praticamente irracional", repleto de sofrimento humano e lhe faltando razão ou lógica. Quando perguntado em uma entrevista posterior sobre como compara terroristas islâmicos com zumbis, Brooks declarou:

A falta de pensamentos racionais sempre me amedrontou quando se trata de zumbis, a ideia de que não há meio-termo ou espaço para negociação. Isto sempre me aterrorizou. Claro que isto pode ser aplicado a um terrorista, mas também pode ser empregado a um furacão, ou a uma pandemia de gripe, ou ainda a uma ameaça de terremoto com a qual eu convivi tendo crescido em Los Angeles. Todo e qualquer tipo de extremismo descerebrado me assusta, e estamos vivendo em tempos bem extremos.

## Significância literária e recepção
Resenhas para a obra foram geralmente positivas. Steven H. Silver identificou o foco de Brooks nos fatos internacionais como o maior ponto forte do livro. Ele ainda comentou favoravelmente sobre a habilidade de Brooks de criar interesse no trabalho necessário para se combater uma infestação zumbi mundial. A única reclamação de Silver foi sobre o capítulo final do livro, intitulado "Good-Byes" ("Despedidas"), no qual os personagens tem a chance de darem um parecer final sobre a história. Silver sentiu que, sobre os personagens secundários, o paradeiro de alguns destes não ficou muito claro.
Gilbert Cruz, da publicação semanal Entertainment Weekly, deu ao romance uma nota "A", comentando de que a obra utilizou uma grande história sobre zumbis como metáfora central, descrevendo-a como "uma história oral de leitura altamente cativante." O The Eagle classificou o livro como sendo "diferente de qualquer outro conto sobre zumbis" e "suficientemente assustador para a grande maioria dos leitores, e também não sempre do jeito 'sangue e vísceras'." Keith Phipps, do The Onion, declarou que, com o formato utilizado na narrativa, é difícil manter o interesse em crescimento, mas achou que os episódios, se vistos individualmente, prendem a atenção. Em sua resenha para a publicação da Time Out Chicago, Pete Coco observou que "inclinar terror na forma de história alternativa por sí só já o tornaria romance literário. Fazendo isto nos moldes de Studs Terkel pode constituir brilhantismo."
O crítico Ron Currie Jr. nomeou World War Z um de seus romances apocalípticos favoritos e elogiou Brooks por ilustrar "o tácito acordo entre escritor e leitor que é essencial para o sucesso de histórias sobre o fim do mundo... [ambos] concordam fingir não ser ficção, que os fatos relatados nos horríveis contos sobre a guerra entre humanos e zumbis foram baseados em fatos reais". Patrick Daily, do Chicago Reader, disse que a obra transcende a "bobeira" do The Zombie Survival Guide "tocando em aspectos mais sóbrios e profundos da condição humana". Ainda, Drew Taylor, à serviço do Fairfield County Weekly, creditou à World War Z a característica de ter tornado os zumbis mais populares na sociedade mainstream.
Um crítico do site RPGnet deu ao livro uma nota 5 (sendo esta a nota máxima no critério utilizado), ao passo que outro site, o About.com, deu à obra 4 estrelas e meia (sendo 5 o número máximo de estrelas). A edição de capa dura passou quatro semanas na lista de bestsellers do New York Times, chegando à nona posição na mesma. De acordo com a Publishers Weekly, World War Z vendeu 600 000 cópias somando-se todos os formatos nos quais foi lançado.

## Referências a outros trabalhos

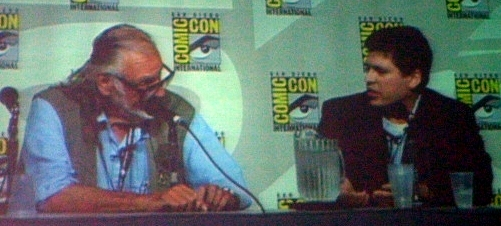
Max Brooks (à direita) e George Romero